# Shayne Reese
Shayne Leanne Reese (Ballarat (Victoria), 15 september 1982) is een Australische zwemster. Zij vertegenwoordigde haar vaderland op de Olympische Zomerspelen 2004 in Athene, Griekenland en de Olympische Zomerspelen 2008 in Peking, China.

## Zwemcarrière
Bij haar internationale debuut, op de Olympische Zomerspelen van 2008 in Athene, Griekenland, eindigde Reese samen met Alice Mills, Elka Graham en Petria Thomas als vierde op de 4x200 meter vrije slag. Op de wereldkampioenschappen kortebaanzwemmen 2004 in Indianapolis sleepte de Australische de zilveren medaille in de wacht op de 100 meter wisselslag, op de 200 meter vrije slag eindigde ze als vierde en op de 100 meter vrije slag strandde ze in de halve finales. Samen met Libby Trickett, Danni Miatke en Louise Tomlinson veroverde ze de zilveren medaille op de 4x200 meter vrije slag, op de 4x100 meter vrije slag eindigde het kwartet als derde.
Tijdens de wereldkampioenschappen zwemmen 2005 in Montreal werd Reese uitgeschakeld in de series van de 200 meter vrije slag. Samen met Jodie Henry, Alice Mills en Libby Trickett veroverde ze de wereldtitel op de 4x100 meter vrije slag, op de 4x200 meter vrije slag legde ze samen met Libby Trickett, Bronte Barratt en Linda Mackenzie beslag op de zilveren medaille.
In haar woonplaats Melbourne nam de Australische deel aan de Gemenebestspelen 2006, op dit toernooi sleepte ze samen met Libby Trickett, Jodie Henry en Alice Mills de gouden medaille in de wacht. Op de Pan Pacific kampioenschappen zwemmen 2006 in Victoria eindigde Reese als vierde op de 100 meter vrije slag en als tiende op de 200 meter wisselslag, op de 200 meter vrije slag strandde ze in de series. Samen met Bronte Barratt, Kelly Stubbins en Linda Mackenzie veroverde ze de zilveren medaille op de 4x200 meter vrije slag, op de 4x100 meter vrije slag legde ze samen met Kelly Stubbins, Linda Mackenzie en Melanie Schlanger beslag op de bronzen medaille.

### 2007-heden
Tijdens de wereldkampioenschappen zwemmen 2007, voor eigen publiek, in Melbourne eindigde Reese als zesde op de 200 meter wisselslag. Samen met Libby Trickett, Melanie Schlanger en Jodie Henry veroverde ze de wereldtitel op de 4x100 meter vrije slag. Op de Australische kampioenschappen zwemmen 2008 in Sydney plaatste de Australische door middel van haar vijfde plaats op de 100 meter vrije slag voor de Spelen. Tussendoor nam Reese deel aan de wereldkampioenschappen kortebaanzwemmen 2008 in Manchester, op dit toernooi veroverde ze de wereldtitel op de 100 meter wisselslag en eindigde ze als zesde op de 100 meter vrije slag. Samen met haar ploeggenotes Alice Mills, Kelly Stubbins en Angie Bainbridge sleepte ze de zilveren medaille in de wacht op de 4x100 meter vrije slag.
Tijdens de Olympische Zomerspelen van 2008 in Peking zwom ze samen met Cate Campbell, Alice Mills en Melanie Schlanger in de series van de 4x100 meter vrije slag. In de finale moest Reese, ondanks dat ze de snelste van de vier was, haar plaats afstaan aan Libby Trickett die samen met Campbell, Mills en Schlanger de bronzen medaille veroverde. Voor haar aandeel in de series ontving de Australische eveneens de bronzen medaille. Samen met Emily Seebohm, Tarnee White en Felicity Galvez nam ze deel aan de series van de 4x100 meter wisselslag, in de finale veroverde Seebohm samen met Leisel Jones, Jessicah Schipper en Libby Trickett olympisch goud. Door deze prestatie mocht Reese de gouden medaille in ontvangst nemen voor haar inspanningen in de series.
Op de wereldkampioenschappen zwemmen 2009 in de Italiaanse hoofdstad Rome sleepte de Australische samen met Libby Trickett, Marieke Guehrer en Felicity Galvez de bronzen medaille in de wacht op de 4x100 meter vrije slag. Op de 4x100 meter wisselslag zwom ze samen met Emily Seebohm, Sally Foster en Stephanie Rice in de series, in de finale legde Seebohm samen met Sarah Katsoulis, Jessicah Schipper en Libby Trickett beslag op de zilveren medaille. Voor haar aandeel in de series ontving Reese de zilveren medaille.

## Internationale toernooien
| Jaar | Olympische Spelen                                                                                 | WK langebaan                                                         | WK kortebaan | PanPacs | Gemenebestspelen   |
| ---- | ------------------------------------------------------------------------------------------------- | -------------------------------------------------------------------- | --- | --- | ------------------ |
| 2004 | 4e 4x200 m vrije slag                                                                             |                                                                      | 100 m wisselslag · 4e 200 m vrije slag · 9e 100 m vrije slag · 4x200 m vrije slag · 4x100 m vrije slag                                                        | |                    |
| 2005 |                                                                                                   | 17e 200 m vrije slag · 4x100 m vrije slag · 4x200 m vrije slag       | | |                    |
| 2006 |                                                                                                   |                                                                      | 4e 100 m wisselslag · 11e 100 m vrije slag · 26e 200 m vrije slag · 4x200 m vrije slag · 4x100 m wisselslag · Reese zwom enkel de series · 4x100 m vrije slag | 4e 100 m vrije slag · 10e 200 m wisselslag · 20e 200 m vrije slag · 4x200 m vrije slag · 4x100 m vrije slag | 4x100 m vrije slag |
| 2007 |                                                                                                   | 6e 200 m wisselslag · 4x100 m vrije slag                             | | |                    |
| 2008 | 4x100 m wisselslag · Reese zwom enkel de series · 4x100 m vrije slag · Reese zwom enkel de series |                                                                      | 100 m wisselslag · 6e 100 m vrije slag · 9e 200 m vrije slag · 4x100 m vrije slag                                                                             | |                    |
| 2009 |                                                                                                   | 4x100 m wisselslag · Reese zwom enkel de series · 4x100 m vrije slag | | |                    |

## Persoonlijke records
Bijgewerkt tot en met 21 maart 2009

### Kortebaan
| Afstand         | Tijd    | Datum             | Plaats     |
| --------------- | ------- | ----------------- | ---------- |
| 100m vrije slag | 53,26   | 10 april 2008     | Manchester |
| 200m vrije slag | 1.57,16 | 25 september 2004 | Brisbane   |
| 100m wisselslag | 59,58   | 11 april 2008     | Manchester |
| 200m wisselslag | 2.09,85 | 1 september 2007  | Melbourne  |

### Langebaan
| Afstand         | Tijd    | Datum         | Plaats |
| --------------- | ------- | ------------- | ------ |
| 100m vrije slag | 54,76   | 21 maart 2009 | Sydney |
| 200m vrije slag | 1.59,28 | 12 maart 2005 | Sydney |
| 200m wisselslag | 2.12,97 | 25 maart 2008 | Sydney |